# コミックガンマ
『コミックガンマ』は、竹書房が1990年代に刊行した漫画雑誌。
創刊は1992年1月。当初は同社の発刊している4コマ漫画専門雑誌『まんがくらぶ』などの増刊号として季刊発行された。翌1993年9月（10・11月号 No.8）より隔月刊化した。1994年9月（10月号 No.14）より月刊化。1996年5月（6月号 No.34）をもって休刊となった。
2013年に同社のウェブコミックサイトとして「コミックガンマ」の名が復活している（後述）。

## 概要
当時としては画期的であった「主に1990年代のアニメファン」や「従来の少年誌に我慢できず、かといって青年誌へ移行するには早すぎる年代である中高生」を対象として作られた漫画雑誌で、アニメ作品の漫画化漫画作品の連載など、キングレコードのスターチャイルドレーベルでのCD発売やOVA発売や、ラジオ番組『熱血電波倶楽部』などの積極的なメディアミックス展開で、美少女路線、萌えアニメ系の漫画作品を数多く輩出した。
『月刊少年キャプテン』（徳間書店）と並び、現在における『月刊少年エース』（角川書店）や『月刊ドラゴンエイジ』（富士見書房）『月刊サンデージェネックス』（小学館）『月刊マガジンZ』（講談社）などに代表されるメディアミックス系漫画雑誌の元祖であり草分け的存在であった。
しかし、後発の大手出版社による同類雑誌の浸食により、雑誌そのものは1996年6月号で休刊（事実上の廃刊）となり、全34号で終わりを告げた。この最終号（1996年5月 6月号 No.34）では翌年夏頃にコンセプトを引き継いだ雑誌の新創刊を示唆する内容の告知があったものの、実現する事はなかった。
後継誌も移籍先と成り得る同一社内の雑誌も無く、休刊と同時に完結という体裁を取れた作品は『さよりなパラレル』など一部だけで、他誌に引き継がれた『ネオデビルマン』もあったが、大半は休刊とともに未完となった。後述するWEBコミックガンマで再開された作品も存在しない。その『さよりなパラレル』では、ネーム作業中に休刊の一報を聞いて、予定内容を変更してどうにか完結に持ち込んだことを作者の竹本泉が単行本で語っており、休刊自体がかなり急だったことが明らかになっている。
ちなみに、『ガンマ』を担当していた編集部員らはその後角川書店などに引き抜かれ、上記の後発雑誌群を発刊する原動力になったといわれる。

## 連載・掲載された作品

### あ行
- 碧奇魂ブルーシード（高田裕三）
- 「兄貴」シリーズ（柴田亜美）
- アルゴレスト バスターズ（大森葵）
- 宇宙課々付エヴァ・レディ（御米椎）
- エリダヌス座θ（清水としみつ）
- ANGEL IN BLUE（新田賢司）
- X-MEN CHILDREN OF THE ATOM（児嶋都）

### か行
- 風少年キム（神宮寺一）
- ガンマキッズ・シアター（やぎざわ梨穂）
- 原魔強臨（うしだゆうじ）
- キャプテン・ヴィーナス（新貝田鉄也郎）
- GENOME PUPPET (卦石柾)

### さ行
- さよりなパラレル（竹本泉）
- 影技 -SHADOW SKILL-（岡田芽武）
- Junky Junction（とりうみ詳子）
- 蒸気王（唐澤商会 唐澤俊一&唐澤なをき）
- ソニック・ウィザード（大森葵）

### た行
- 戦え!! 清掃人（中津賢也）
- 超犬リープ（画・大貫健一、ストーリー・風野真知雄、原作・平井和正&桑田次郎）
- 電脳戦隊ヴギィ'ズ★エンジェル（作・竹内葵、画・曽我篤士）

### な行
- 忍ザード（作・岡田芽武、画・てんま乱丸）
- ネオデビルマン（萩原玲二、岩明均、石川賢）
- ねこねこ隊が行く!!（青木光恵）
- のら（入江紀子）

「のら」はシリーズ作品。雑誌掲載時はサブタイトルがメインタイトルだった。

### は行
- Percolation（画・SUEZEN、作・大塚康生）
- BADGE（萩原玲二）
- バトラー（おーたみのる）
- 必殺山本るりこ（唐沢なをき）
- 美少女装高艦隊CUTE（中原れい）
- ふぁんたじあ（永野あかね）
- BOOM TOWN（内田美奈子）
- BLACK MOON（まつもと泉）
- FOREIGNER（加納隆己）

### ま行
- 魔境学園風雲記 ハーフ&ハーフ（巣田祐里子）
- 夢幻冒険（神矢みのる）

### ら行
- 流星機ガクセイバー（厦門潤）

## 映像化作品
| 作品                | 放送年 | アニメーション制作               | 備考    |
| ------------------- | ------ | -------------------------------- | ------- |
| 碧奇魂 ブルーシード | 1994年 | Production I.G、葦プロダクション | OVAあり |

| 作品              | 発売年          | アニメーション制作                    | 備考                         |
| ----------------- | --------------- | ------------------------------------- | ---------------------------- |
| ふぁんたじあ      | 1993年          | アイジータツノコ (現：Production I.G) |                              |
| 影技 SHADOW SKILL | 1995年（第1期） | ZERO G-ROOM                           | 他社移籍後にテレビアニメあり |
| 影技 SHADOW SKILL | 1996年（第2期） | ZERO G-ROOM                           | 他社移籍後にテレビアニメあり |

## WEBコミックガンマ
2013年12月12日にウェブコミック配信サイトがオープン。同年12月26日より漫画掲載が開始された。同社の『まんがライフWIN』のうち、ストーリー漫画をメインとする『まんがライフWIN+』のリニューアルとなる。雑誌版同様、SF・ファンタジーものを中心とした作品を掲載する。

### 連載している作品
- どるから（原作：石井和義、漫画：ハナムラ、脚本：龍造寺慶）

### 映像化作品
| 作品                       | 放送年          | アニメーション制作 | 備考       |
| -------------------------- | --------------- | ------------------ | ---------- |
| メイドインアビス（アニメ） | 2017年（第1期） | キネマシトラス     | 劇場版あり |
| メイドインアビス（アニメ） | 2022年（第2期） | キネマシトラス     | 劇場版あり |

## WEBコミックガンマぷらす
2018年5月25日にウェブコミック配信サイトがオープン。それより前にプレ創刊として、休刊となった竹書房の雑誌『ナマイキッ!』の連載作品のweb掲載が同年3月26日より行われる。正式オープン時は『小説家になろう』発の小説をもとにしたコミカライズを連載を開始した。その後は、掲載作品が増えて当サイトでのオリジナル連載も始まった。コンセプトは『美少女いっぱい、夢いっぱい！ファンタジー山盛のWEBコミックマガジン』としている。

### 連載している作品
- くっ殺せの姫騎士となり、百合娼館で働くことになりました。(ひな姫)
- 八月九日 僕は君に喰われる。(tomomi (漫画家))

### 映像化作品
| 作品                                                       | 放送年 | アニメーション制作 | 備考 |
| ---------------------------------------------------------- | ------ | ------------------ | ---- |
| ちょっとだけ愛が重いダークエルフが異世界から追いかけてきた | 2025年 | Elias              |      |

| 作品      | 公開年 | 配給     | 備考 |
| --------- | ------ | -------- | ---- |
| じょりく! | 2020年 | モバコン |      |

- 本誌に移籍前に実写映画化された作品に『大きい女の子は好きですか?』もある。